# Luigi Podda
Luigi Podda (Orgosolo, 11 febbraio 1924 – Orgosolo, 15 febbraio 2009) è stato un contadino pastore di pecore, un eroico partigiano, un ergastolano, uno scrittore vincitore del Premio Viareggio.

## Biografia
Nato ad Orgosolo da famiglia povera in una Sardegna ancora arcaica, primogenito di quattro figli e unico maschio, interrompe la sua istruzione scolastica alla seconda elementare per aiutare il padre Giovanni, dapprima come guardiano di pecore e poi facendo il contadino.
Richiamato alle armi nel 1943 e inquadrato in un reparto di avieri del 39º Reggimento della Regia aeronautica, viene trasferito dapprima a Ciampino e successivamente a Perugia. Da qui, dopo l'armistizio badogliano, assieme ad un gruppo di suoi commilitoni sardi fugge verso Civitavecchia nell'intento di trovare un imbarco per la Sardegna.  Viene però catturato dalle autorità fasciste nel corso di un rastrellamento ed è costretto, con i suoi commilitoni, all’arruolamento forzoso nel Battaglione volontari di Sardegna "Giovanni Maria Angioy" comandato da Bartolomeo Fronteddu e da Francesco Maria Barracu..
Trasferito per addestramento a Opicina nei pressi di Trieste, nel gennaio del 1944 si dà ancora alla macchia trascinando con sé una cinquantina di compagni d’arme sardi con i quali avventurosamente si aggrega ai partigiani del Battaglione triestino d’assalto al comando di Riccardo Giacuzzo, operante oltre l’Isonzo. Con essi il Podda, che frattanto ha assunto il nome di battaglia Corvo,il 3 febbraio 1944 partecipa a una importante azione di sabotaggio nel campo di aviazione di Ronchi dei Legionari occupato dai nazisti..
Arrestato da reparti tedeschi il 2 marzo 1945 è incarcerato a Gorizia e condannato alla fucilazione, ma viene liberato da una squadra di partigiani appartenenti ai GAP del Friuli e, dopo un lungo ed estenuante viaggio attraverso l’Italia semidistrutta dalla guerra, riesce a rientrare ad Orgosolo nel maggio del 1945.
Nel settembre 1950 viene coinvolto da un confidente dei carabinieri in uno dei più sanguinosi fatti di sangue di quegli anni, la cosiddetta strage di Sa Ferula nella quale avevano perso la vita tre carabinieri viene arrestato. A nulla valgono le sue proteste d’innocenza ed i molti testimoni a suo discarico. Luigi Podda, dopo un lungo processo, iniziato l'11 marzo 1953 e terminato il 22 novembre 1955, viene condannato all'ergastolo e resta in carcere per ventisei anni, sempre dichiarandosi estraneo ai fatti imputatigli. 
Nel gennaio 1976 esce il suo volume autobiografico Dall'ergastolo scritto durante la lunga prigionia, che vince il Premio Viareggio di quello stesso anno.
Frattanto da più parti si levano appelli che chiedono la sua scarcerazione, sino a che il Presidente della Repubblica Giovanni Leone gli concede la grazia il 14 aprile 1976, ma non il diritto di rientrare in Sardegna per altri dieci anni di cui tre con soggiorno obbligato da trascorrere a Porto Azzurro.
Muore a Orgosolo il 15 febbraio 2009.

## Scritti
- Luigi Podda, Dall'ergastolo, La Pietra, Milano, 1976.